# Isthmomys pirrensis
Isthmomys pirrensis е вид бозайник от семейство Хомякови (Cricetidae).

## Разпространение
Видът е разпространен в Колумбия и Панама.